# Tallium
A tallium az alumíniumcsoport (Al, Ga, In, Tl) utolsó tagja. A periódusos rendszer 81. eleme, a másodfajú fémek közé tartozik.
William Crookes fedezte fel (1861-ben), amikor az ólomkamrás kénsavgyártás közben keletkező kamraiszapból elkülönített szelén-cianidok színképét vizsgálta.
Nevét színképének intenzív zöld vonaláról kapta (thallosz görögül zöld hajtást jelent).

## Fizikai tulajdonságai
Ezüstfehér, puha (késsel vágható) fém. Sűrűsége nagy (11,85 g/cm3). Olvadáspontja 303 °C. Rácsa hatszögletes, szorosan illeszkedő. Jó elektromos vezető.

## Izotópjai
Bővebben: a tallium izotópjai.
Két stabil és huszonhárom további izotópja van 184 és 210 közötti tömegszámmal.

## Kémiai tulajdonságai
A galliumcsoport harmadik eleme. Halogénekkel közvetlenül reagál. Levegőn oxidréteg keletkezik a felszínén. Kénnel, szelénnel és tellúrral hevítve egyesül. Vízgőzzel reagálva vörösen izzik, miközben hidrogéngáz képződik. Ásványi savakban oldódik, lúgokban nem. Egy vagy három vegyértékű alakban fordul elő vegyületeiben; az előbbiek állandóbbak, és az alkálifémek megfelelő vegyületeihez hasonlóak. A tallium(I)-hidroxid vízben oldható, erős bázis. A tallium(III) vegyületek könnyen hidrolizálnak; ilyen alakban kevésbé reakcióképes, a tallium(III)-oxid alig bázisos.

## Felhasználása
Monokromatikus (azaz egyszínű) zöld fényt adó elektromos kisülési csövek töltésére, valamint alacsony olvadáspontú ötvözetek előállítására használják. Amalgámja −60 °C-ig használható hőmérők töltésére. Vegyületeit gyógyszerekben, valamint patkány- és rovarirtásra alkalmazzák. A tallium-szulfid elektromos vezetőképessége infravörös fény hatására változik, ezért felhasználható fotocellákban. Kénnel, szelénnel és arzénnel alacsony olvadáspontú (125–150 °C közötti) üvegek előállítására használják. A tallium(I)-oxid nagy törésmutatójú üvegek gyártásához használható. Használatos még ionizáló sugárzások detektálásánál alkalmazott szcintillátorban. Itt a NaI-t Tl-al szennyezik. Szcintillátorként szilárd és folyékony anyagok egyaránt alkalmazhatók. Ilyen anyagok: Cu- és Mg-tartalmú ZnS, Tl-tartalmú NaI, a folyadékok közül: antracén, stilbén, naftalén, 2,5-difenil-oxazol (,,PPO’’); 1,4-di-[2-(5-fenil)-oxazolil]-benzol (,,POPOP’’). Az orvosi diagnosztikai mérésekben leggyakrabban a Tl-mal szennyezett NaI kristálydetektorokat használják.